# U-862
| U-862 | U-862 | U-862 |
| --- | --- | --- |
| U 862 | | |
| | | |
| Трофейні німецькі підводні човни U-861 (на передньому плані), однотипний з U-862, та U-953 типу VII. Тронгейм. 19 травня 1945 | | |
| Верф | Deutsche Schiff- und Maschinenbau, AG Weser, Бремен | Deutsche Schiff- und Maschinenbau, AG Weser, Бремен |
| Під прапором | Третій Рейх | Третій Рейх |
| Належність | Крігсмаріне · Імперський флот Японії | Крігсмаріне · Імперський флот Японії |
| Порт приписки | Штеттін Лор'ян Сінгапур Батавія | Штеттін Лор'ян Сінгапур Батавія |
| Замовлення | 5 червня 1941 | 5 червня 1941 |
| Закладений | 15 серпня 1942 | 15 серпня 1942 |
| Спуск на воду | 8 червня 1943 | 8 червня 1943 |
| Введений до складу флоту | 7 жовтня 1943 | 7 жовтня 1943 |
| Переданий | 5 травня 1945 | 5 травня 1945 |
| На службі | 1943—1945 | 1943—1945 |
| Сучасний статус | 15 лютого 1946 року потоплений у Малаккській протоці | 15 лютого 1946 року потоплений у Малаккській протоці |
| Проєкт | | |
| Тип ПЧ | великий океанський торпедний ДПЧ | великий океанський торпедний ДПЧ |
| Основні характеристики | | |
| Швидкість (надводна) | 18,2 вузла (33,7 км/год) | 18,2 вузла (33,7 км/год) |
| Швидкість (підводна) | 7,3 (13,5 км/год) | 7,3 (13,5 км/год) |
| Робоча глибина занурення | 100 м | 100 м |
| Гранична глибина занурення | 230 м | 230 м |
| Дальність плавання | 63 милі (117 км) км на швидкості 4 вузли (7,4 км/год) (у підводному положенні) 13 450 морських миль (24 910 км на швидкості 10 вузлів (19 км/год) (у надводному положенні) | 63 милі (117 км) км на швидкості 4 вузли (7,4 км/год) (у підводному положенні) 13 450 морських миль (24 910 км на швидкості 10 вузлів (19 км/год) (у надводному положенні) |
| Екіпаж | 48 офіцерів та матросів | 48 офіцерів та матросів |
| Розміри | | |
| Довжина найбільша (по КВЛ) | 87,60 м | 87,60 м |
| Ширина корпусу найб. | 7,50 м | 7,50 м |
| Висота | 10,2 м | 10,2 м |
| Середня осадка (по КВЛ) | 5,40 м | 5,40 м |
| Водотоннажність надводна | 1610 т | 1610 т |
| Водотоннажність підводна | 1799 т | 1799 т |
| Силова установка | | |
| Дизель-електрична: 2 дизельні двигуни MAN M 9 V 40/46 2 електродвигуни Siemens-Schuckert 2 GU 345/34                          | | |
| Гвинти | 2 | 2 |
| Потужність | 2 × 2200 к.с. (дизелі) 2 × 740 к.с. (електродвигуни) | 2 × 2200 к.с. (дизелі) 2 × 740 к.с. (електродвигуни) |
| Озброєння | | |
| Артилерія | 2 × 105-мм палубні гармати SK C/32 | 2 × 105-мм палубні гармати SK C/32 |
| Торпедно- мінне озброєння | 4 носових і 2 кормових ТА; 24 торпеди або 48 мін TMA чи TMB | 4 носових і 2 кормових ТА; 24 торпеди або 48 мін TMA чи TMB |
| ППО | 1 × 37-мм зенітна гармата SKC/30 2 (1 × 2) × 20-мм зенітні гармати FlaK 30                                                                                                 | 1 × 37-мм зенітна гармата SKC/30 2 (1 × 2) × 20-мм зенітні гармати FlaK 30                                                                                                 |

U-862 — німецький великий океанський підводний човен типу IXD2, що входив до складу Військово-морських сил Третього Рейху за часів Другої світової війни. Закладений 15 серпня 1942 року на верфі Deutsche Schiff- und Maschinenbau, AG Weser у Бремені під будівельним номером 1068. Спущений на воду 8 червня 1943 року, а 7 жовтня 1943 року корабель увійшов до складу ВМС нацистської Німеччини.

## Історія служби
U-862 належав до серії німецьких підводних човнів типу IXD2, великих океанських човнів, призначених діяти на морських комунікаціях противника на далеких відстанях у відкритому океані. Човнів цього типу випущено 28 одиниць і вони спеціально будувалися для дій у Південній Атлантиці та Індійському океані, а ближче до закінчення Другої світової війни частина з них використовувалася як проривачі блокади для підтримання зв'язків з Японією. Вони мали найбільшу в нацистському флоті дальність плавання за рахунок іншої конструкції енергетичної установки: завдяки подовженню корпусу вдалося встановити не тільки два потужні дизелі MAN з наддувом, але і два додаткові дизелі, що використовувалися при крейсерському плаванні в надводному положенні, при цьому два дизелі з наддувом перемикалися на холостий хід для швидкого перезаряджання акумуляторів.
7 жовтня 1943 року U-862 розпочав службу у складі 4-ї навчальної флотилії, а з 1 травня 1944 року переведений до бойового складу 12-ї флотилії ПЧ Крігсмаріне та 1 жовтня 1944 року — до бойового складу 33-ї флотилії ПЧ. З червня 1944 року і до лютого 1945 року U-862 здійснив 2 бойових походи в Атлантичний та Індійський океани, в яких провів 189 днів. Човен потопив 7 торгових суден (42 374 GRT).
Коли у травні 1945 року Німеччина капітулювала, підводний човен перейшов до Сінгапуру, де його включили у власність Імперського флоту Японії. 15 липня 1945 року він став підводним човном I-502. I-502 капітулював у Сінгапурі в серпні 1945 року і 15 лютого 1946 року затоплений у Малаккській протоці британським фрегатом «Лох-Ломонд».
Німецький екіпаж U-862 не зазнав втрат, і деякі з них повернулися до Німеччини через кілька років після війни. Інші, які були інтерновані в таборі Кінмель, Бодельвіддан, Північний Уельс, залишилися в Уельсі і оселилися в сусідніх громадах Ріл, Руддлан і Престатін, через ризик повернення в окуповані радянськими військами регіони післявоєнної Німеччини.

## Командири
- капітан-лейтенант Генріх Тімм (7 жовтня 1943 — 5 травня 1945)

## Перелік уражених U-862 суден у бойових походах
| №                                                             | Дата           | Командир ПЧ        | Назва            | Тип                | Належність      | Водотоннажність (брт) | Вантаж                                                                     | Конвой | Результат та координати                                                 | Наслідки атаки для екіпажу       | Прим.                 |
| ------------------------------------------------------------- | -------------- | ------------------ | ---------------- | ------------------ | --------------- | --------------------- | -------------------------------------------------------------------------- | ------ | ----------------------------------------------------------------------- | -------------------------------- | --------------------- |
| Перший похід (03.06—09.09.1944, 99 діб; Нарвік—Пінанг)        |                |                    |                  |                    |                 |                       |                                                                            |        |                                                                         |                                  |                       |
| 1                                                             | 25 липня 1944  | Kptlt. Генріх Тімм | Robin Goodfellow | суховантажне судно | США             | 6885                  | 8602 тонни хромової руди                                                   |        | потоплено 20°03′ пд. ш. 14°21′ зх. д. / 20.050° пд. ш. 14.350° зх. д.   | 69 (усі загинули)                |                       |
| 2                                                             | 13 серпня 1944 | Kptlt. Генріх Тімм | Radbury          | суховантажне судно | Велика Британія | 3614                  | 45 000 тонн вугілля                                                        |        | потоплено 24°20′ пд. ш. 41°45′ сх. д. / 24.333° пд. ш. 41.750° сх. д.   | 55 (23 загинули та 32 вціліли)   |                       |
| 3                                                             | 16 серпня 1944 | Kptlt. Генріх Тімм | Empire Lancer    | суховантажне судно | Велика Британія | 7037                  | 2000 тонн міді та 1000 тонн військових запасів                             |        | потоплено 15°00′ пд. ш. 44°00′ сх. д. / 15.000° пд. ш. 44.000° сх. д.   | 79 (42 загинули та 37 вціліли)   |                       |
| 4                                                             | 18 серпня 1944 | Kptlt. Генріх Тімм | Nairung          | суховантажне судно | Велика Британія | 5414                  | Генеральні вантажі, включно з боєприпасами                                 |        | потоплено 15°00′ пд. ш. 42°00′ сх. д. / 15.000° пд. ш. 42.000° сх. д.   | 91 (усі загинули)                |                       |
| 5                                                             | 19 серпня 1944 | Kptlt. Генріх Тімм | Wayfarer         | суховантажне судно | Велика Британія | 5068                  | 3000 тонн міді та 2000 тонн вугілля                                        |        | потоплено 14°30′ пд. ш. 42°20′ сх. д. / 14.500° пд. ш. 42.333° сх. д.   | 62 (51 загиблий та 11 вцілілих)  |                       |
| Другий похід (18.11.1944—15.02.1945, 90 діб; Батавія—Батавія) |                | Kptlt. Генріх Тімм |                  |                    |                 |                       |                                                                            |        |                                                                         |                                  |                       |
| 6                                                             | 24 грудня 1944 | Kptlt. Генріх Тімм | Robert J. Walker | суховантажне судно | США             | 7180                  | баласт                                                                     |        | потоплено 36°35′ пд. ш. 150°43′ сх. д. / 36.583° пд. ш. 150.717° сх. д. | 69 (2 загинули та 67 вціліли)    | судно класу «Ліберті» |
| 7                                                             | 6 лютого 1945  | Kptlt. Генріх Тімм | Peter Silvester  | суховантажне судно | США             | 7176                  | 2700 тонн припасів для армії США, 317 мулів у стійлах на палубі та війська |        | потоплено 34°19′ пд. ш. 99°37′ сх. д. / 34.317° пд. ш. 99.617° сх. д.   | 175 (33 загинули та 142 вціліли) | судно класу «Ліберті» |